# Sandrine Corman
Sandrine Corman (Verviers, 12 aprile 1980) è una modella belga incoronata Miss Belgio 1997.
Grazie alla vittoria del titolo, la Corman ha ottenuto il diritto di rappresentare il Belgio prima a Miss Mondo 1997, ed in seguito a Miss Universo 1998.
In seguito, Sandrine Corman ha intrapreso la carriera di presentatrice televisiva. Fra i programmi da lei condotti si possono citare La France a un incroyable talent, insieme ad Alex Goude, e la seconda serie del talent show X Factor in onda su M6 nel 2011.